# Московский институт открытого образования
Моско́вский институ́т откры́того образова́ния (МИОО; бывш. Московский институт повышения квалификации работников образования, МИПКРО) — ведущее высшее учебное заведение Москвы в области повышения квалификации и переподготовки работников среднего образования. Расположен неподалёку от станции метро «Аэропорт» по адресу: Авиационный переулок, дом 6.

## История
Московский городской институт усовершенствования учителей (МГИУУ) был создан 25 февраля 1938 года решением Президиума Московского Совета для развития системы образования Москвы. Первоначально в институте было 11 отделений: историческое, русского языка и литературы, географическое, физико-математическое, химико-биологическое, иностранного языка, учителей начальной школы, внешкольной работы с детьми, пионервожатых, воспитателей детских домов, дошкольное. На начальном этапе институтом руководила Анастасия Дмитриевна Сергеева.
В 1940—1941 учебном году было набрано 2300 слушателей. После начала Великой Отечественной войны работа МГИУУ была на некоторое время прекращена. Регулярные занятия возобновились 22 ноября 1943 года. В конце войны в институте действовало 14 кафедр и 4 кабинета.
В 1960-е годы в институте ежегодно проводилось 30-50 семинаров, в которых принимали участие до 3000 человек. На протяжении длительного времени институт возглавляла Анна Николаевна Зевина. Этот период истории института отличался государственным подходом к руководству и быстрой реакцией на документы сверху. Среди сотрудников института были известные учёные В. В. Виноградов, Н. К. Гудзий, И. Э. Грабарь, А. В. Свешников, И. И. Минц, А. З. Манфред, Х. С. Коштоянц, М. В. Кирзон.
В 1991 был преобразован в Московский институт повышения квалификации работников образования (МИПКРО), а в 2001 году преобразован в Московский институт открытого образования (МИОО).
C 1993 по 2013 год ректором МИОО был действительный член РАН доктор физико-математических наук, профессор А. Л. Семёнов. В 2013—2015 годах ректором МИОО являлась Ольга Эдуардовна Крутова. С 2015 года ректором МИОО является Алексей Иванович Рытов.

## Направления деятельности
В настоящее время основными направлениями деятельности МИОО являются:
- Повышение квалификации работников системы образования г. Москвы в форме краткосрочных курсов повышения квалификации.
- Переподготовка по педагогическим специальностям в форме второго высшего образования.
- Взаимодействие с окружными научно-методическими центрами.

Также МИОО занимается организацией научно-практических конференций, семинаров, круглых столов по проблемам образования и проведением городских предметных олимпиад школьников. С 2002 года совместно с Международным языковым центром Language Link проводятся олимпиады по иностранным языкам среди учащихся 9-11 классов.

## Структура

### Факультеты
- Факультет повышения квалификации работников образования
- Факультет повышения квалификации преподавателей образовательных учреждений
- Факультет технологии

### Кафедры и лаборатории
- Кафедра и лаборатория математики
- Кафедра и лаборатория химии
- Кафедра и лаборатория русского языка и литературы
- Кафедра и лаборатория иностранных языков
- Кафедра физического воспитания
- Кафедра и лаборатория физики
- Кафедра и лаборатория методики преподавания биологии
- Кафедра социально-гуманитарных дисциплин и лаборатория истории
- Кафедра русской словесности и музейной педагогики
- Кафедра практической психологии
- Кафедра психологических инноваций в образовании
- Кафедра коррекционной педагогики
- Кафедра специальной психологии и коррекционной педагогики и лаборатория дефектологии
- Кафедра и лаборатория управления персоналом и образовательным учреждением
- Кафедра экономики
- Кафедра международного образования и культуры мира
- Кафедра валеологии
- Кафедра и лаборатория охраны труда и БЖ
- Кафедра экспериментального и инновационного образования
- Кафедра и лаборатория педагогики и методики начального образования
- Кафедра педагогики и методики дошкольного образования
- Кафедра информационных технологий
- Кафедра и лаборатория географии
- Кафедра экономики образования
- Кафедра педагогики
- Кафедра педагогики дополнительного образования детей
- Кафедра эстетического образования и культурологии
- Кафедра современных образовательных технологий предупреждения и ликвидации ЧС и лаборатория ОБЖ
- Кафедра открытых образовательных технологий
- Кафедра профессионального обучения
- Кафедра технологии
- Кафедра безопасности и правового обеспечения деятельности образовательных учреждений
- Кафедра филологического образования
- Кафедра управления развитием образовательных систем
- Лаборатория (отдел) естествознания Центра качества образования
- Лаборатория технологии
- Лаборатория обучения по системе Л. В. Занкова
- Лаборатория информатики
- Лаборатория методики и информационной поддержки развития столичного образования

### Центры
- Центр педагогических конкурсов и проектов
- Центр методики работы с одарёнными детьми
- Центр образовательной среды и здоровья учащихся
- Центр международных образовательных программ
- Центр дополнительного и альтернативного образования
- Центр оценки качества образования
- Центр мультимедийных технологий
- Центр дистанционного обучения и дистанционной методической поддержки
- Центр методики воспитания и социализации
- Городской научно-методический центр МИОО
- Центр экологического образования и устойчивого развития
- Центр исторического образования
- Координационный центр дополнительного профессионального образования